# رابرت لامارتین
رابرت لامارتین (انگلیسی: Robert Lamartine؛ ۱۵ ژوئن ۱۹۳۵ – ۱۶ ژانویهٔ ۱۹۹۰) بازیکن فوتبال اهل فرانسه بود.
از باشگاه‌هایی که در آن بازی کرده‌است می‌توان به باشگاه فوتبال رن، باشگاه فوتبال استاد رنس، باشگاه ورزشی مون‌پلیه، و باشگاه فوتبال آنژه اشاره کرد.